# Aeroportul Cañal Bajo Carlos Hott Siebert
Aeroportul Cañal Bajo Carlos Hott Siebert (IATA: ZOS, ICAO: SCJO) este un aeroport din Regiunea Los Lagos, Chile ce deservește zona Osorno. Aeroportul a fost tranzitat în 2022 de 119.130 de pasageri.
Situat la o altitudine de 60 m, aeroportul dispune de o singură pistă.